# NaturalMente (revista)
NaturalMente es la revista digital de divulgación científica publicada por el Museo Nacional de Ciencias Naturales (MNCN) desde el año 2014. 

## Descripción
Difunde el trabajo que se realiza en el museo desde los ámbitos de la conservación de sus colecciones, las exposiciones y actividades que organiza o la investigación que desarrollan los científicos del Consejo Superior de Investigaciones Científicas (CSIC) que trabajan en él. También aborda problemas medioambientales derivados del cambio climático, estudios sobre especies singulares o sobre biodiversidad de ecosistemas mediante informes y entrevistas con expertos. La revista es trimestral y cada año sale el 15 de marzo, el 15 de junio, el 15 de septiembre y el 15 de diciembre
Se compone de varias secciones fijas: Naturaleza entre líneas, El blog del MNCN, Tesis del MNCN, Breves de investigación o La pieza del mes. 
Naturaleza entre líneas entrevista a autores de obras literarias que están relacionados con las ciencias naturales. Naturaka ofrece talleres y actividades formativas para colegios y familias; La pieza del mes explica detalles de las piezas destacadas en la entrada del MNCN; El Blog del MNCN da acceso a los publicaciones de esa sección; Tesis del MNCN resume las tesis doctorales que, bajo la dirección del museo, han sido defendidas en distintas universidades españolas y extranjeras y  Breves de investigación comenta los artículos científicos de reciente publicación de los diferentes equipos de investigación del MNCN.
NaturalMente es de acceso abierto y de publicación trimestral.  El contenido de la revista puede ser leído y descargado gratuitamente desde la página web del Museo Nacional de Ciencias Naturales al estar distribuido bajo la licencia Creative Commons 4.0. Tiene número internacional normalizado de publicaciones seriadas (ISSN 2341-2798) y número de identificación de publicaciones oficiales (NIPO 833-20-064-8).
Está dirigida por la periodista Xiomara Cantarera Arranz. Su Consejo editorial está compuesto por cuatro miembros pertenecientes al Museo Nacional de Ciencias Naturales: Cristina Cánovas, José María Cazcarra, Marta Fernández Lara y José Templado.